# She sings
|  | Denne artikel er oprettet af botten PalnaBot ud fra en ekstern database. Den kan derfor have sproglige fejl eller mangler. Denne skabelon kan fjernes efter kontrol af indholdet. |

Hun synger er en portrætfilm fra 2012 instrueret af Dechen Roder, Caroline Sascha Cogez efter manuskript af Caroline Sascha Cogez.

## Handling
Den 19 år gamle Dechen bor med sin mor og lillebror i Bhutans hovedstad, Thimpu. Dechen drømmer om at blive en succesfuld sanger og bliver udvalgt til at deltage i en national sangkonkurrence, Druk Superstar, som vises på Bhutanesisk fjernsyn. Som konkurrencen skrider frem, begynder Dechen at udforske historien om sin afdøde bedstemor, som var et stort sangtalent ligesom Dechen selv. I sin søgen efter identitet afdækker Dechen familiens sorte fortid, hvor velsignelser og forbandelser står side og side. Den unge Dechen's rejse fra barn til voksen spejler dermed et land i overgangen fra den gamle til den nye verden. Filmen foregår i Bhutan og er en dansk/bhutanesisk produktion.